# Bodie Island Visitor Center
Le Bodie Island Visitor Center est un office de tourisme américain situé dans le comté de Dare, en Caroline du Sud. Il est géré par le National Park Service.
Il est abrité dans un bâtiment situé sur Bodie Island, au sein du Cape Hatteras National Seashore. Construit à compter de 1872, celui-ci sert d'abord d'habitation au gardien du phare de Bodie Island. Depuis sa création le 4 juillet 2003, c'est une propriété contributrice au district historique dit « Bodie Island Light Station » .